# 1re armée polonaise (1944-1945)
Pour les articles homonymes, voir 1re armée.
Pour les articles homonymes, voir 1er corps (Pologne).
La 1re armée polonaise (polonais : Pierwsza Armia Wojska Polskiego, abrégé 1. AWP, également connue sous le nom d'armée de Berling) est une unité militaire des forces armées polonaises de l'Est. L'armée est formée en Union soviétique en 1944, à partir du Ier corps polonais existant en Union soviétique, dans le cadre de l'armée populaire de Pologne. La 1re armée est déployée vers l'ouest, subordonnée au 1er front biélorusse soviétique, lors de l'offensive contre l'Allemagne nazie qui conduira à la prise de Varsovie en janvier 1945 et à la prise de Berlin en mai 1945.

## Formation
La 1re armée est formée en Union soviétique en 1944, à partir du Ier corps polonais existant au sein de l'armée populaire de Pologne. Le 10 août 1943, les Soviétiques autorisent l'élargissement de la 1re division d'infanterie polonaise « Tadeusz Kościuszko » en un corps (Ier corps polonais). La nouvelle formation doit être composée de deux divisions d'infanterie, d'une brigade d'artillerie et d'une brigade blindée, d'un régiment de soutien et d'un régiment aérien, de quatre bataillons indépendants et d'unités de soutien. Le 29 juillet 1944, les unités polonaises sont réorganisées pour former la 1re armée polonaise. Du 12 au 14 octobre 1943, la 1re division d'infanterie polonaise lance un assaut sur Lénino près de Smolensk, au cours duquel elle subit 25 % de pertes. Plus tard, la 1re division d'infanterie « Kościuszko » combat à Berlin autour de la Chancellerie du Reich et du Reichstag. À ce stade de la guerre, le rôle polonais dans la poussée soviétique vers l'ouest est assez important, contribuant à 200 000 soldats ; cela représente environ 10 % des forces participant à la poussée de Joukov et Koniev sur Berlin.

## Personnel

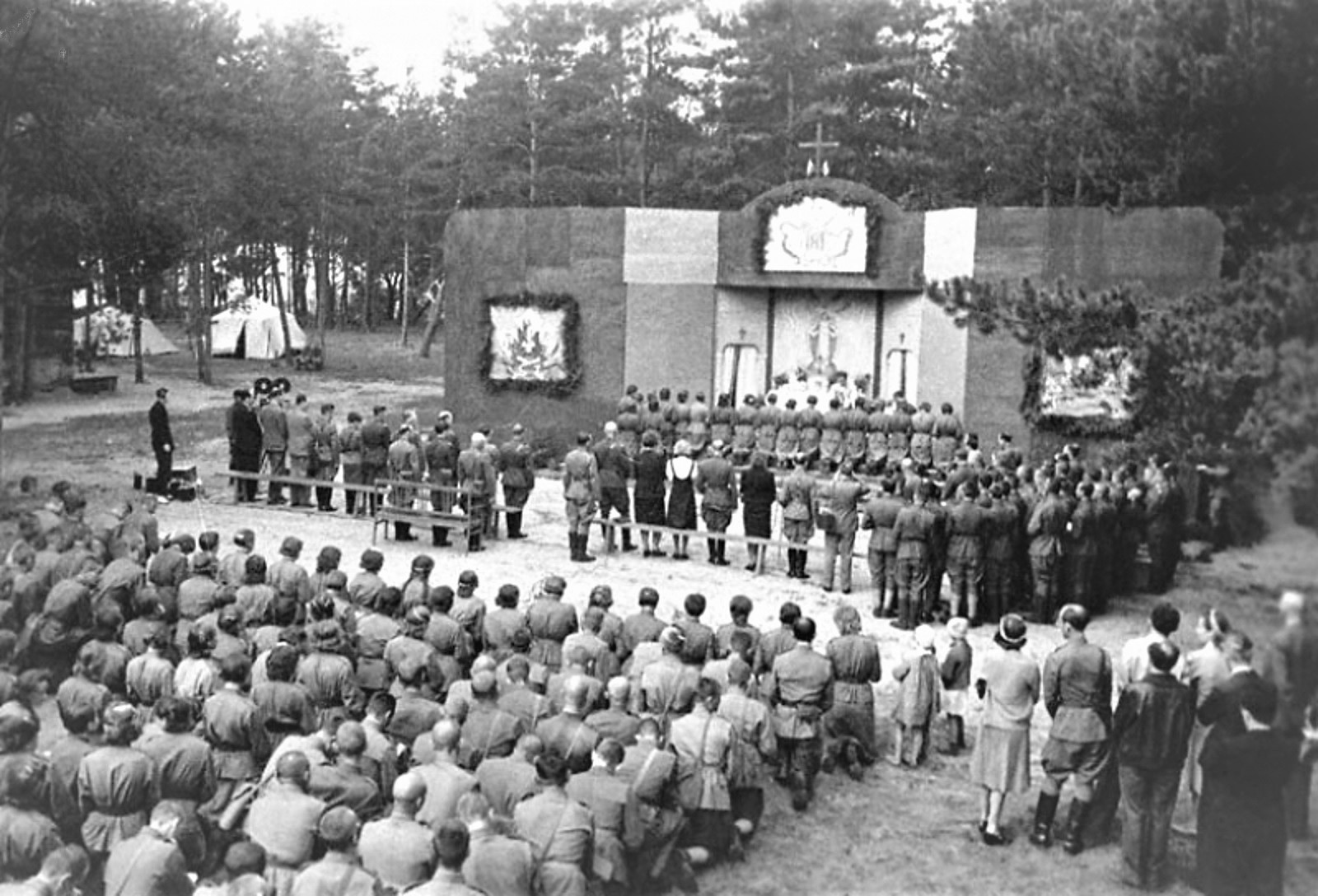
Soldats de la 1re division d'infanterie polonaise « Tadeusz Kościuszko » lors d'une prière, 1943.

Initialement, le personnel polonais de la 1re armée polonaise est recruté parmi les soldats polonais faits prisonniers lors de l'invasion soviétique de la Pologne en 1939 (après la conquête de l'ouest de la Pologne par l'Allemagne) et parmi les Polonais déportés de la Pologne occupée par les Soviétiques en 1939-1941. Il s'agit de la quasi-totalité des troupes de combat de première ligne de la 1re armée. Cependant, de nombreux militaires soviétiques servent dans la 1re armée, dont 39 % d'officiers et de spécialistes techniques, tandis que pour les officiers supérieurs, cette proportion atteint 75 %. À mesure de l'avancée de l'Armée rouge dans les zones polonaises à l'ouest de la ligne Curzon, des recrues de ces zones deviendront également disponibles pour la 1re armée polonaise (mais également pour la 2e armée polonaise) conformément au décret du 15 août 1944 du Comité polonais de libération nationale (le gouvernement de Lublin).
Jusqu'en octobre 1944, la 1re armée est commandée par le lieutenant-général Zygmunt Berling. Son commandant en second est le lieutenant-général Karol Świerczewski. Le colonel Włodzimierz Sokorski est le principal responsable politique. Le corps participe aux combats à partir de septembre 1943.

## Historique
Opérant sous les auspices de l'Armée rouge, l'armée connait son baptême du feu à l'été 1944 dans le cadre du 1er front biélorusse sur l'aile droite de l'offensive Lvov-Sandomir, combattant dans les batailles lors de la traversée soviétique de la Vistule autour de Dęblin et Puławy. En septembre 1944, les unités de la 1re armée sont impliquées dans de violents combats au cours des dernières étapes de l'insurrection de Varsovie après avoir traversé la Vistule après la prise du district de Praga, à l'est de Varsovie, au cours duquel l'unité subit de lourdes pertes.
Après avoir finalement pris le contrôle de Varsovie en janvier 1945, la 1re armée participe à l'offensive Vistule-Oder, puis se dirige vers Bydgoszcz. La 1re armée combat ensuite en Poméranie, franchissant la ligne fortifiée du mur de Poméranie (Pommernstellung) et capturant la forteresse Kolberg, une ville fortement fortifiée, en mars. Ses unités avancent ensuite vers le nord-est jusqu'à Gdańsk et Kępa Oksywska. Durant les combats pour pénétrer dans les fortifications de Poméranie, la 1re brigade de cavalerie « Varsovie » effectua la dernière charge de cavalerie contre le village de Schönfeld.

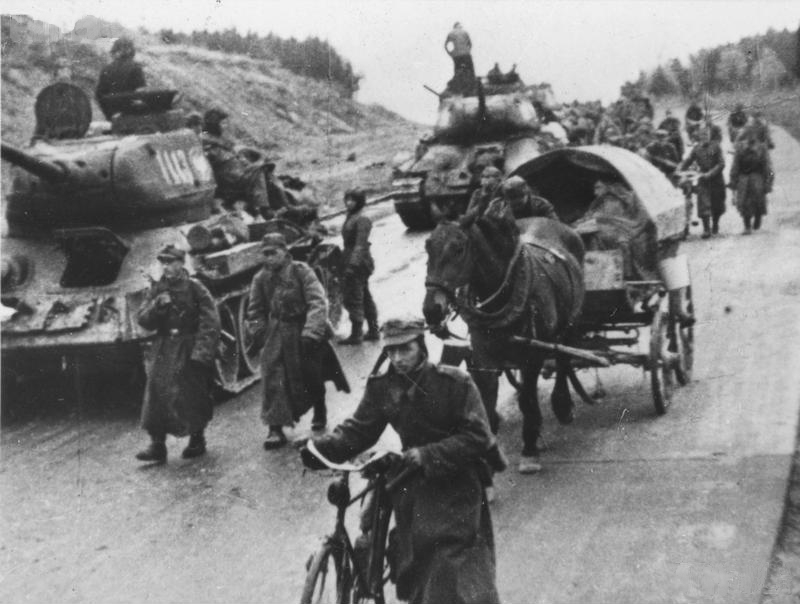
La 1re armée polonaise en route vers Berlin, 1945.

Au printemps 1945, l'armée, qui compte désormais 78 556 soldats, est redéployée sur le front de l'Oder en préparation de l'offensive soviétique finale de la guerre en Europe. La 2e armée polonaise entre également dans l'ordre de bataille à ce moment-là et, ensemble, les deux armées contribuent à environ 10 % des forces totales impliquées dans l'opération. Au cours de l'offensive, l'unité traverse le fleuve le 16 avril et rejoint la bataille de Berlin. Dans ce cadre, entre autres actions, les unités polonaises de la 1re armée traversent le canal Hohenzollern et avancent sur Kremmen, Flatow, Paaren et Nauen. Ils terminent leur campagne en participant à la bataille de Berlin. Lors de l'offensive de Berlin, l'effectif de la 1re armée polonaise s'élève à plus de 74 000 hommes, ce qui représente 7,5 % de l'effectif du 1er front biélorusse soviétique, qui compte plus de 980 000 hommes (incluant la 1re armée dans le total). Au cours de l'offensive de Berlin, la 1re armée dénombre des pertes atteignant plus de 10 400 hommes. Les troupes de la 1re division d'infanterie, appuyées par la 2e brigade d'artillerie d'obusiers et la 1re brigade indépendante de mortiers, combattent dans la capitale allemande autour de l'Université technique et du côté sud-ouest du Tiergarten, près du zoo de Berlin.
L'armée est dissoute après la guerre, le 22 août 1945. Ses unités constitutives serviront ensuite dans les forces armées de la république populaire polonaise nouvellement créée.

## Organisation
La 1re armée polonaise est structurellement similaire dans son organisation par rapport aux autres armées polyvalentes standard constituant l'essentiel de l'ordre de bataille de l'Armée rouge ; constituant un mélange d'unités d'infanterie et d'artillerie ainsi que d'autres armes de soutien. Sa capacité blindée est considérablement plus faible et ne comprend qu'une seule brigade de chars organiques. En termes d'effectifs, cela est globalement équivalent à un corps d'infanterie américain, avec un effectif de 74 530 hommes au 1er mai 1945. À la fin de la guerre en 1945, elle se compose des grandes unités suivantes (noms honorifiques indiqués entre parenthèses):

« Organisation au 1er mai 1945

- 1re division d'infanterie (Tadeusz Kościuszko)
- 2e division d'infanterie (Jan Henryk Dąbrowski)
- 3e division d'infanterie (pl) (Romuald Traugutt)
- 4e division d'infanterie (Jan Kiliński (en))
- 6e division d'infanterie
- 1re brigade blindée (« Héros de Westerplatte ») – souvent détachés et opérant de manière indépendante
- 1re brigade de cavalerie
- 1re brigade d'artillerie (Józef Bem)
- 2e brigade d'artillerie d'obusiers
- 3e brigade d'artillerie de l'armée
- 5e brigade d'artillerie lourde
- 13e régiment d'artillerie automoteur (utilisant SU-85 et ISU-152)
- 1re division d'artillerie antiaérienne
- 4e brigade d'artillerie antichar
- 1re brigade de sapeurs
- 2e brigade de sapeurs
- 1re brigade de mortiers (attachée de la réserve du Haut-Commandement) »